# Cynthiana (Indiana)
Cynthiana es un pueblo ubicado en el condado de Posey en el estado estadounidense de Indiana. En el Censo de 2010 tenía una población de 545 habitantes y una densidad poblacional de 527,38 personas por km².

## Geografía
Cynthiana se encuentra ubicado en las coordenadas 38°11′14″N 87°42′31″O / 38.18722, -87.70861. Según la Oficina del Censo de los Estados Unidos, Cynthiana tiene una superficie total de 1.03 km², de la cual 1.03 km² corresponden a tierra firme y (0%) 0 km² es agua.

## Demografía
Según el censo de 2010, había 545 personas residiendo en Cynthiana. La densidad de población era de 527,38 hab./km². De los 545 habitantes, Cynthiana estaba compuesto por el 96.51% blancos, el 0.18% eran afroamericanos, el 0.18% eran amerindios, el 0.18% eran asiáticos, el 0% eran isleños del Pacífico, el 0.37% eran de otras razas y el 2.57% pertenecían a dos o más razas. Del total de la población el 0.55% eran hispanos o latinos de cualquier raza.